# Tripladenia cunninghamii
Tripladenia cunninghamii là một loài thực vật có hoa trong họ Colchicaceae. Loài này được David Don miêu tả khoa học đầu tiên năm 1839. Nó là loài duy nhất được mô tả cho chi Tripladenia.
Loài này là bản địa New South Wales và Queensland ở Australia.